# Per Daniel Amadeus Atterbom
Per Daniel Amadeus Atterbom (Åsbo, Östergötland, 1790 - Stockholm, 1855) est un universitaire et homme de lettres suédois du XIXe siècle.

## Biographie
Per Daniel Amadeus Atterbom fonde en 1807 la Société de l'Aurore, qui se propose d'affranchir la littérature suédoise de l'influence française. Il publie dans ce but de 1810 à 1813 une revue littéraire, le Phosporos, et devient le chef d'une école qu'on appelle de ce fait « l'école phosporite. » 
Professeur à l'Université d'Uppsala, il y enseigne successivement l'histoire, la philosophie et l'esthétique. 
Il est surtout connu par un recueil de romances, Blommorna ("Les fleurs"), par ses poèmes de Lycksalighetens ö ("l'Île du bonheur"), et les six volumes de Svenska siare och skalder ("Bardes et prophètes suédois"), ce dernier étant son chef-d'œuvre.